# Первомайский (Тотемский район)
Первомайский — посёлок в Тотемском районе Вологодской области.
Входит в состав Толшменского сельского поселения, с точки зрения административно-территориального деления — в Верхнетолшменский сельсовет.
Расположен при впадении реки Ельшма в Толшму. Расстояние до районного центра Тотьмы по автодороге — 113 км, до центра муниципального образования села Никольское  по прямой — 18 км. Ближайшие населённые пункты — Голебатово, Дор, Поповская, Успенье, Фролово.
По переписи 2002 года население — 101 человек (49 мужчин, 52 женщины). Всё население — русские.